# Limburg (Hollandia)
Limburg Hollandia egyik tartománya. Székhelye: Maastricht.
Limburg tartomány nevét a Belgiumban fekvő városról, Limbourgról (Limburgról) kapta.

## Lakosság, domborzat
Limburgban körülbelül 1 120 000 ember él (2021). Ez az egyetlen olyan tartomány Hollandiában, ahol dombok is találhatóak.   

## Történelem, nyelv
Limburg történelme régre nyúlik vissza, a tartomány székhelye, Maastricht, több mint 2000 éves. 
1906-ig az Alsó-lotaringiai Hercegség egyik utódállamaként a Limburgi Hercegség nevet használta, s ma Hollandián kívül Belgium (Belgiumi Limburg) és kis részben Németország észak-rajna-vesztfáliai tartománya területén fekszik. Hollandiai Limburghoz még több kisebb önálló államalakulat tartozott, úgymint a Brabanti Hercegség, a Jülich-i hercegség és a Liège-i Püspökség.  
A Limburgi Hercegség 1648-ig állt fenn a Maastrich, Liège és Aachen városai által határol háromszögben.  

A többszöri felosztása ellenére az éppen aktuális limburgi határok csak formálisok maradtak, Limburgnak saját kultúrája és saját nyelve is volt, a limburgi nyelv. Ugyanakkor a politikai megosztottságok egyik öröksége a limburgi nyelvjárás számtalan, máig fennmaradt helyi változata. Limburgban, még 1900 körül is, a mindennapi életben a holland nyelvnek kisebb jelentősége volt. Minden limburgi nyelven történt. A 19. századi újságokat néha németül írták, és Limburg egyes részein a német volt az egyházi és oktatási nyelv. Ebben az időben Maastrichtnak még nagyon erős kapcsolata volt a Liège környéki francia nyelvű területekkel is.  

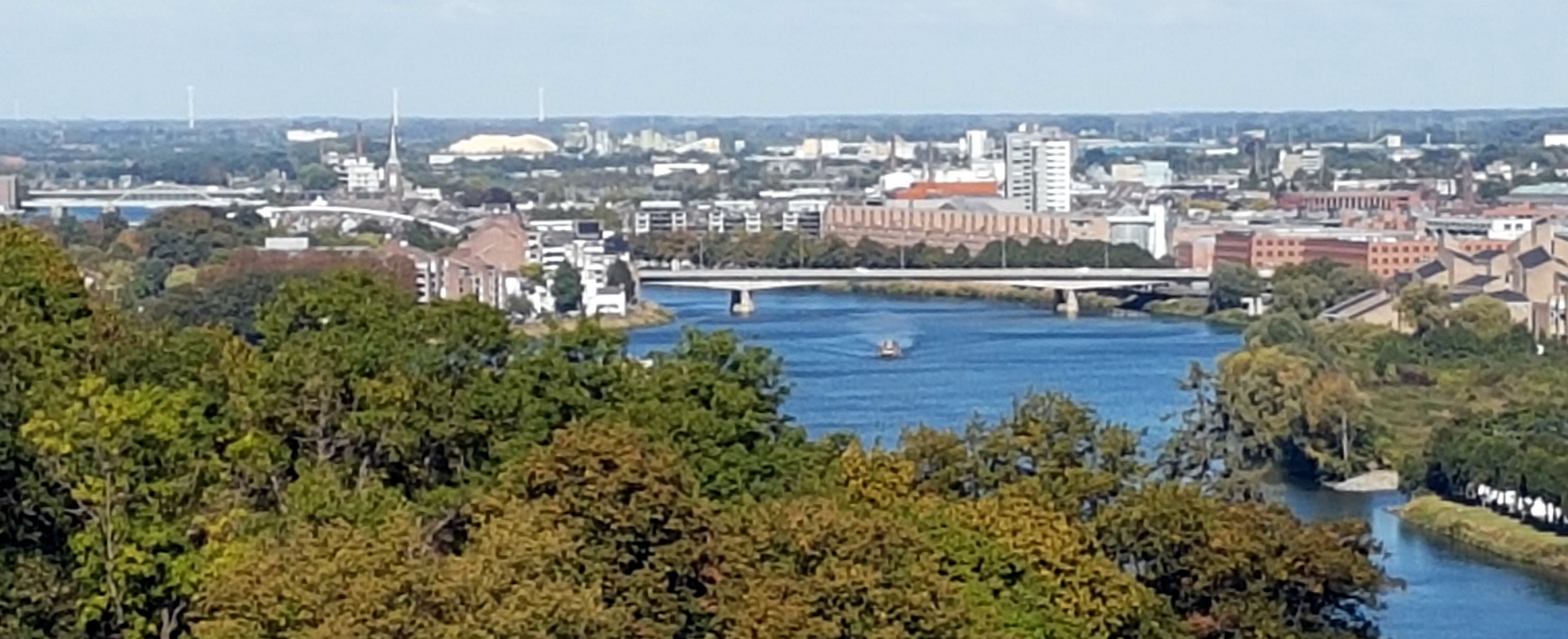
Maastricht, az előtérben a Maas folyóval és a Kennedy-híddal.

A 20. század elején a holland királyi udvarban új himnuszt írattak a limburgiaknak Van Beurdennel. A himnusz szövegét arra használták, hogy a limburgiakat átszoktassák a holland nyelvre. Ennek eszköze a himnusz nagyon nem limburgiakra jellemző részlete volt, a holland királyi családra való utalással. A limburgiaknak a himnusz "aanhankelijkheidsverklaring aan het Oranjehuis" sora értelmében hűséget kellett esküdniük az Oranjehuis-ház holland királyi családjára, és a limburgi helyett a holland nyelvet kellett a továbbiakban használniuk. 
A limburgiak a hollandot mind a mai napig a saját dialektusukkal is beszélik, ők ma ezt nevezik limburgi nyelvnek. 
Ezeket a dialektusokat – különösen a Limburg déli részén élőket – az átlagos hollandok nehezen értik meg. Ezek a nyelvjárások sok német és francia hatást mutatnak.

## Nevezetes személyek
Pierre Cuypers (1827-1921), holland építész és iparművészeti vállalkozó.
Eugène Dubois (1858-1940), holland antropológus és geológus.
Frans Schraven (1873-1937), holland püspök Kínában.
Peter Debye (1884-1966), fizikus, elméleti kémikus, kémiai Nobel-díjas fizikus.
Pierre Lardinois (1924-1987), a KVP, majd a CDA holland politikusa.
René van der Linden (1943 –), a CDA politikusa.
Henk Smits (1947 –), holland kerékpáros.
André Rieu (1949 –), holland hegedűművész, zenekarvezető és zenei producer.
Peter Winnen (1957 –), volt holland profi kerékpáros, újságíró és könyvszerző.
Lollo Meier (1962 –), gitáros, cigány dzsesszzenész
Geert Wilders (1963 –), holland politikus, PVV és filmrendező.
Erik Meijer (1969 –), korábbi holland labdarúgójátékos.
Jos Verstappen (1972 –), korábbi Forma-1-es autóversenyző.
Mark van Bommel (1977 –), holland labdarúgójátékos.
Paul Verhaegh (1983 –), holland labdarúgó

## Jellegzetes ételek
Ebből a régióból származik a Limburger sajt, a limburgi spárga is igen keresett.
A limburgiak híresek a vlaai-jukról, jellegzetes  pudingos gyümölcskenyérükről.
A limburgi sör, pl. a Brand Pilsener, a belga sörkultúra hatása alatt áll. 